# برلسک (فیلم ۲۰۱۰)
برلسک (انگلیسی: Burlesque) (ابهام زدایی | بورلسک ) فیلمی در ژانر موزیکال و کمدی رمانتیک است که در سال ۲۰۱۰ منتشر شد. داستان آن درباره خرده‌فرهنگ برلسک و ورود یک خواننده جوان بان نام الای رز (با بازی کریستینا آگیلرا) به این حرفه است.

## بازیگران
- شر
- کریستینا آگیلرا
- اریک دین
- کم جیجاندت
- کریستن بل
- جولیان هاف
- الن کامینگ
- پیتر گلگر
- استنلی توچی
- دیانا ایگران
- جیمز برولین
- ریچل بروک اسمیت
- بلیر ردفورد